# Nannopus flexibilis
Nannopus flexibilis is een eenoogkreeftjessoort uit de familie van de Nannopodidae. De wetenschappelijke naam van de soort is voor het eerst geldig gepubliceerd in 1902 door Lilljeborg.